# Prison Architect
Prison Architect è un videogioco gestionale sviluppato dalla software house britannica Introversion Software in cui il giocatore deve affrontare la costruzione e la gestione di una prigione statunitense.
Dal 25 settembre 2012 il titolo è disponibile nella versione alpha ad accesso anticipato su Steam con aggiornamenti mensili, con un guadagno di oltre 10,7 milioni di dollari per più di 337 700 copie vendute a gennaio 2014.
L'8 gennaio 2019 i diritti del gioco vengono acquistati dalla Paradox Interactive.
Un sequel, Prison Architect 2, è attualmente in fase di sviluppo.

## Modalità di gioco
Prison Architect si presenta con una grafica 2D e visuale dall'alto. Il giocatore è responsabile della gestione di diversi aspetti della prigione da mantenere, come la costruzione delle celle, delle strutture e dei servizi rappresentati dall'impianto elettrico e idrico, l'assunzione del personale dedicato alle mansioni di vigilanza, costruzione e amministrazione, oltre che dello staff incaricato della cucina, della pulizia degli ambienti interni ed esterni e dell'infermeria: l'assunzione del personale è necessaria non solo per il buon mantenimento della struttura carceraria ma anche per sbloccare ulteriori funzioni e posizioni nello staff.
Il giocatore inoltre deve far fronte alle spese di gestione mantenendo al contempo buono il morale dei detenuti, in modo da eliminare o quantomeno contrastare le possibili cause che possano generare fenomeni di rivolta: a tal fine è possibile impegnare i prigionieri in lavori manuali, costruire una classe per il reinserimento sociale, garantire spazi ricreativi per il tempo libero, dare modo di poter vedere o contattare i famigliari, riservare un luogo per soddisfare il bisogno di spiritualità, ecc.

### Escape mode
Dalla prima versione ufficiale del gioco è stata aggiunta una modalità extra che ha come scopo scappare dalla prigione. Il giocatore dovrà eseguire azioni importanti per guadagnare reputazione, che servirà a migliorare le abilità e trovare compagni per la fuga. Si ha inoltre l'abilità di rubare, collezionare, nascondere e ovviamente utilizzare oggetti. Si possono trovare armi, chiavi delle celle, utensili per scavare ecc. Per vincere è sufficiente uscire dalla mappa.

## Sviluppo
La versione alpha è stata resa disponibile il 25 settembre 2012 e da febbraio 2013 è stata aggiornata 35 volte; l'ultimo aggiornamento, denominato Alpha 35, è avvenuto il 30 luglio 2015.
Il 30 gennaio 2015 Introversion Software ha annunciato che il gioco è stato acquistato da più di un milione di utenti, annunciando inoltre lo sviluppo di una versione mobile del gioco. Il 6 ottobre 2015 il gioco è uscito dall'accesso anticipato.

## DLC
I DLC sviluppati per il gioco sono:
- Psych Ward: i giocatori hanno la possibilità di ospitare prigionieri pazzi criminali e costruire strutture pertinenti per soddisfare le loro esigenze (come celle imbottite) e assumere personale aggiuntivo necessario per tenerli sotto controllo, come inservienti e psichiatri. Inoltre, i detenuti regolari possono diventare pazzi criminali quando subiscono punizioni eccessive o quando i loro bisogni non vengono soddisfatti regolarmente (come la mancanza di accesso al cibo o ai servizi igienici).
- Going Green, in uscita il 28 gennaio 2021.

## Sequel
Un sequel, Prison Architect 2, sarebbe dovuto uscire il 3 settembre 2024, ma è stato rimandato a tempo indeterminato. A differenza del primo gioco, Prison Architect 2 è completamente in 3D e consente ai giocatori di costruire prigioni su più piani. Il gioco sarà disponibile su PC Windows, PlayStation 5 e Xbox Series X e Series S ed è sviluppato da Kokku e Double Eleven e pubblicato da Paradox Interactive.